# Kilwinning
Kilwinning je gradić u North Ayrshire, Škotska.